# St. James Theatre

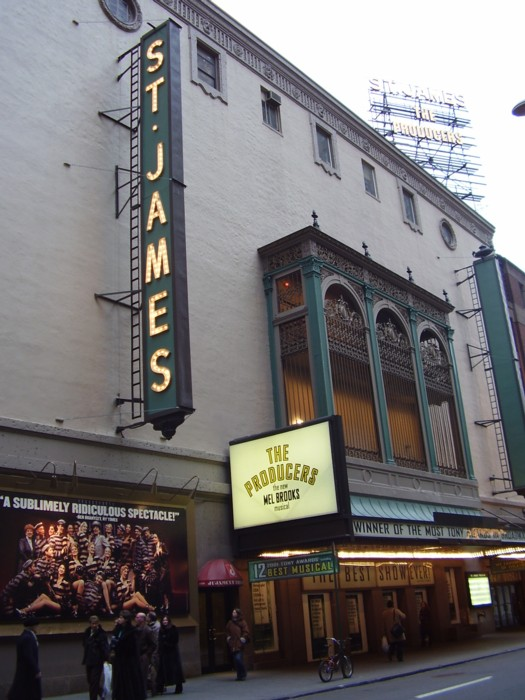
Das St. James Theatre

Das New Yorker St. James Theatre befindet sich in der 246 West 44th Street am Broadway. Es ist Mitglied im Theatrical Syndicate. Es wurde im Jahr 1927, noch unter dem Namen The Erlanger, eröffnet. Nach dem Tod des Gründers Upon Erlanger in den 1930er Jahren übernahm die Familie Astor das Theater. Sie benannten es schließlich in St. James Theatre um.
1941 wurde das Theater von The Shubert Organization übernommen. 1957 musste die Produktionsfirma das Theater aufgrund des Wettbewerbsrechts an William L. McKnight abgeben. McKnight ließ das Theater renovieren und im Jahr 1958 wiedereröffnen. 1970 gab McKnight das St. James Theatre an die heutigen Besitzer, seine Tochter Virginia und deren Ehemann James H. Binger, ab.
Im Mai und April des Jahres 2013 nahm Regisseur Alejandro González Iñárritu 30 Drehtage in Anspruch, um im St. James Theatre seinen Film Birdman oder (Die unverhoffte Macht der Ahnungslosigkeit) zu drehen. Der Film handelt von der Produktion eines Broadway-Stücks. Für die Dreharbeiten wurden vor allem die Bühne des Theaters, der Empfang und der Betriebsbereich der Bühne genutzt.